# 白朗寧M1921重機槍
白朗寧M1921是一款由約翰·白朗寧在第一次世界大战以後設計的水冷式.50重機槍，並且在1929年步入生產，發射12.7×99毫米（.50 BMG）大口徑彈藥。

## 概述
1918年第一次世界大战末期，时任美国远征军总司令约翰·潘兴将军要求为军队装备更大口径的机枪，他向军械部门下达了制作新型机枪的要求：口径不低于0.5英寸（12.7毫米）以及枪口初速不低于2,700英尺（820米/秒），以满足防空与反装甲的需要。新型重机枪的设计工作交给了當時與柯尔特工厂合作的设计师约翰·勃朗宁和温彻斯特公司。
白朗寧M1921的12.7×99毫米（.50 BMG）彈藥由美國溫徹斯特開發，主要是對抗一戰時期德國研製的毛瑟13.2×92毫米反坦克步槍彈藥。而從原型.50口徑的M1918研發的重機槍其實是白朗寧M1917的口徑放大重製版本。1921年，新型重机槍完成基本設計，1923年美軍把該重机槍（當時的M2）命名為「M1921」。第一次世界大戰以後的1920年代，美国陆军、海軍和海軍陸戰隊雙方都採用M1921；由於其達到121磅的重量，該重機槍大都被用作一台靜態防空及反裝甲用途武器。
自1926年白朗寧去世之後的1927年至1932年之間，由美國的塞繆爾·格林博士針對M1921的設計問題以及軍方需求做出調整，直到1929年才正式投產及使用。1930年，柯爾特還針對M1921推出了部分改進的版本，比如M1921A1與M1921E2。改進以後的.50口徑機槍的機匣可以使用不同的組件，可以連接水冷與氣冷兩種套管及槍管，還可以選用自左向右與自右向左兩種方向供彈方式，搭配組合以滿足不同需要。
持續研發結果是1932年改進版本，它正式被美軍命名為「M2」，原白朗寧M1921就被其取代。當時的M2仍裝有水冷散熱裝置，而在同一時間美軍也採用了氣冷式槍管的地面型和航空型M2，後來兩者合併並改用重槍管以後成為M2的現在版本。

## 使用國
- 美国

## 資料來源
1. 1 2  《重装集结》 P.32
2. ↑  .   [2016-05-25]. （原始内容存档于2008-06-06）.

## 外部連結
- （英文）—Modern Firearms—Browning M1921 M2 M2HB M2B-QCB heavy machine gun （页面存档备份，存于）
- （简体中文）—D Boy Gun World（槍炮世界）—.50口径勃朗宁机枪简史 （页面存档备份，存于）